# VM i floorball for herrer 1996
VM i floorball for herrer 1996 var det første verdensmesterskab i floorball for herrer, arrangeret af IFF. Det blev afholdt i Sverige, og kampene blev spillet i Skellefteå,Stockholm og Uppsala fra den 11. – 18. maj. 12 lande deltog, og der blev først spillet et gruppespil, med 6 hold i hver pulje. 

## Resultater gruppe A
| Dato    | Kampe gruppe A    | Resultat |
| ------- | ----------------- | -------- |
| 11. maj | Danmark – Letland | 6 – 2    |
| 11. maj | Estland – Schweiz | 0 – 10   |
| 11. maj | Sverige – Norge   | 9 – 2    |
| 12. maj | Norge – Letland   | 8 – 0    |
| 12. maj | Sverige – Estland | 17 – 0   |
| 12. maj | Danmark – Schweiz | 5 – 7    |
| 13. maj | Schweiz – Sverige | 0 – 9    |
| 13. maj | Norge – Danmark   | 6 – 2    |
| 13. maj | Letland – Estland | 4 – 1    |
| 14. maj | Letland – Sverige | 1 – 18   |
| 14. maj | Schweiz – Norge   | 4 – 4    |
| 14. maj | Estland – Danmark | 1 – 7    |
| 15. maj | Sverige – Danmark | 12 – 0   |
| 15. maj | Schweiz – Letland | 14 – 1   |
| 15. maj | Norge – Estland   | 13 – 1   |

### Tabel Gruppe A
| Plads | Hold    | Kampe | Sejre | Uafgj. | Tabte | Mål     | Points |
| ----- | ------- | ----- | ----- | ------ | ----- | ------- | ------ |
| 1     | Sverige | 5     | 5     | 0      | 0     | 65 – 3  | 10     |
| 2     | Norge   | 5     | 3     | 1      | 1     | 33 – 16 | 7      |
| 3     | Schweiz | 5     | 3     | 1      | 1     | 35 – 19 | 7      |
| 4     | Danmark | 5     | 2     | 0      | 3     | 20 – 28 | 4      |
| 5     | Letland | 5     | 1     | 0      | 4     | 8 – 47  | 2      |
| 6     | Estland | 5     | 0     | 0      | 5     | 3 – 51  | 0      |

## Resultater Gruppe B
| Dato    | Kampe gruppe A       | Resultat |
| ------- | -------------------- | -------- |
| 11. maj | Finland – Singapore  | 30 – 0   |
| 11. maj | Tyskland – Rusland   | 3 – 7    |
| 11. maj | Tjekkiet – Ungarn    | 6 – 2    |
| 12. maj | Rusland – Singapore  | 21 – 0   |
| 12. maj | Ungarn – Finland     | 1 – 15   |
| 12. maj | Tyskland – Tjekkiet  | 1 – 5    |
| 13. maj | Rusland – Tjekkiet   | 2 – 9    |
| 13. maj | Singapore – Ungarn   | 2 – 7    |
| 13. maj | Finland – Tyskland   | 3 – 0    |
| 14. maj | Tjekkiet – Finland   | 2 – 4    |
| 14. maj | Rusland – Ungarn     | 14 – 1   |
| 14. maj | Singapore – Tyskland | 0 – 11   |
| 15. maj | Finland – Rusland    | 10 – 1   |
| 15. maj | Singapore – Tjekkiet | 1 – 20   |
| 15. maj | Ungarn – Tyskland    | 3 – 8    |

### Tabel Gruppe B
| Plads | Hold      | Kampe | Sejre | Uafgj. | Tabte | Mål     | Points |
| ----- | --------- | ----- | ----- | ------ | ----- | ------- | ------ |
| 1     | Finland   | 5     | 5     | 0      | 0     | 62 – 4  | 10     |
| 2     | Tjekkiet  | 5     | 4     | 0      | 1     | 42 – 10 | 8      |
| 3     | Rusland   | 5     | 3     | 0      | 2     | 45 – 23 | 6      |
| 4     | Tyskland  | 5     | 2     | 0      | 3     | 23 – 18 | 4      |
| 5     | Ungarn    | 5     | 1     | 0      | 4     | 14 – 45 | 2      |
| 6     | Singapore | 5     | 0     | 0      | 5     | 3 – 89  | 0      |

## Kamp om 5., 7., 9. og 11. pladsen
| Dato    | Kamp om 11. pladsen | Resultat |
| ------- | ------------------- | -------- |
| 16. maj | Singapore – Estland | 1 – 10   |

| Dato    | Kamp om 9. pladsen | Resultat |
| ------- | ------------------ | -------- |
| 16. maj | Letland – Ungarn   | 7 – 4    |

| Dato    | Kamp om 7. pladsen | Resultat |
| ------- | ------------------ | -------- |
| 16. maj | Tyskland – Danmark | 1 – 2    |

| Dato    | Kamp om 5. pladsen | Resultat |
| ------- | ------------------ | -------- |
| 16. maj | Schweiz – Rusland  | 8 – 3    |

## Semifinaler
| Dato    | Semifinale         | Resultat |
| ------- | ------------------ | -------- |
| 17. maj | Finland – Norge    | 4 – 1    |
| 17. maj | Sverige – Tjekkiet | 13 – 0   |

## Bronzekamp
| Dato    | Bronzekamp       | Resultat |
| ------- | ---------------- | -------- |
| 18. maj | Norge – Tjekkiet | e0 – 0   |

## Finale
| Dato    | Finale            | Resultat |
| ------- | ----------------- | -------- |
| 18. maj | Sverige – Finland | 5 – 0    |

## Medaljer
| VM 1996 | Land    |
| ------- | ------- |
| Guld    | Sverige |
| Sølv    | Finland |
| Bronze  | Norge   |

## Eksterne Henvisninger
- IFF's hjemmeside Arkiveret 24. juli 2011 hos  Wayback Machine